# باشگاه فوتبال زنان ملی‌پوشان شهرکرد
باشگاه فوتبال زنان ملی‌پوشان شهرکرد یک باشگاه فوتبال زنان در ایران است. این باشگاه در شهر شهرکرد قرار دارد و در لیگ برتر زنان ایران، لیگ برتر کوثر حضور دارد.